# 螞蟻椅

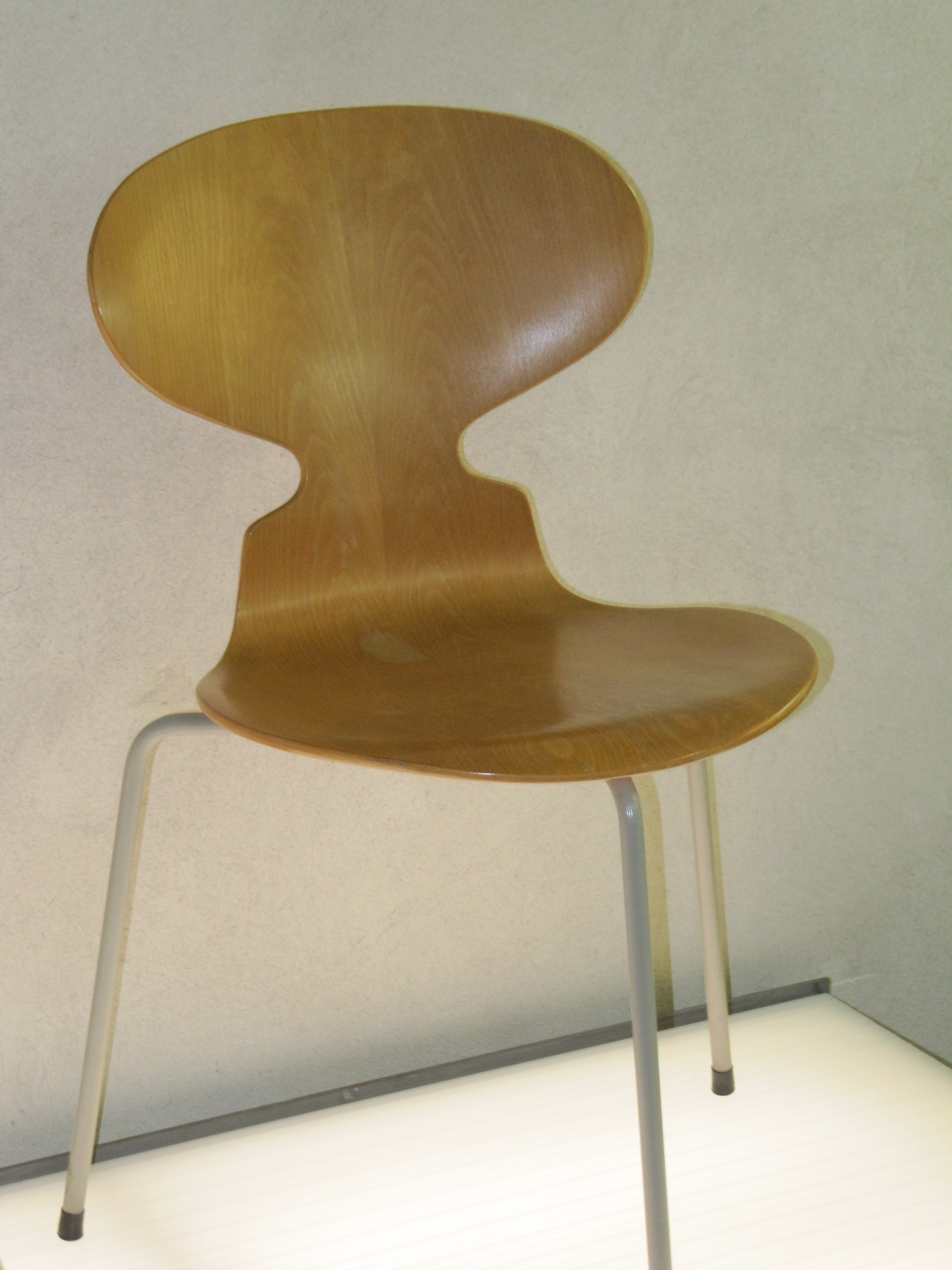
最早的三足螞蟻椅，丹麥藝術與設計博物館

螞蟻椅是1951年由阿納·雅各布森為丹麥一家製藥公司食堂設計的一種椅子。從1952年開始，由丹麥傢具設計公司弗里茨·漢森生產。
最初的螞蟻椅只有三足，後來發生了因為椅子翻倒而釀成的死亡事故，便改變成了現在的四足樣式。
除了其獨特的三足優勢外，螞蟻的特點還包括使用現代材料和生產技術。座椅和靠背由單塊膠合板製成，為此必須彎曲。靠背的下部急劇變窄。
這種腰部形狀是这个椅子名字的由来。
在第一批生产版本的椅子中，其腿由塑料製成，但在以後的版本中被鋼管取代。
所使用的材料及其結構使椅子的重量相對較低，同時具有穩定性。此外螞蟻也是可以堆疊的。
螞蟻被認為是雅各布森（Jacobsen）於1955年推出的系列7椅子的先祖，但它有四隻腳。
它先今是世界各地各種博物館藏品的一部分，例如紐約的現代藝術博物館和哥本哈根的丹麥設計博物館。